# Elisabetta Martinez
Elisabetta Martinez (ur. 25 marca 1905 w Galatina, zm. 8 lutego 1991 w Rzymie) – włoska zakonnica, założycielka Zgromadzenia Córek św. Marii z Leuca, Błogosławiona Kościoła katolickiego. 

## Życiorys
Urodziła się 25 marca 1905 jako najstarsze z ośmiorga dzieci Giacoma Martinez i Franceski Rizzelli; w urzędzie Stanu Cywilnego została zameldowana jako Elisa Maria Annunziata Antonia Giuseppa. 16 kwietnia 1905 roku została ochrzczona w parafii Świętych Apostołów Piotra i Pawła w Galatinie. Wychowywała się w katolickiej rodzinie, dzięki jej matce, jednak jej ojciec miał odmienne zdanie na temat wychowania w wierze.  Mimo nieporozumień z ojcem wstąpiła do Sióstr Matki Bożej Miłosierdzia Dobrego Pasterza, wyjeżdżając w kwietniu 1928 r. do domu macierzystego w Angers. 29 września 1928 złożyła habit zakonny, a 29 września następnego roku pierwszą profesję zakonną, przyjmując imię siostra Łucja. Ze względów zdrowotnych musiała jednak opuścić Instytut. 20 marca 1938 z pomocą proboszcza parafii Miggiano, ks. Luigi Cosi, i za zgodą biskupa Ugento, Giuseppe Ruotolo, założyła Pobożną Unię Sióstr Niepokalanego Poczęcia, która 15 sierpnia 1941 gdy stała się Instytutem na prawach diecezjalnych, zmieniła nazwę na Córki św. Marii z Leuca, na cześć największego sanktuarium maryjnego w diecezji i w Salento. W kolejnych latach Matka Elisa podróżowała po Włoszech i za granicą, umacniając swój Instytut i opierając się próbom i kalumniom. Była przełożoną generalną prawie przez całe życie, zrzekając się tego urzędu w 1987 roku. 
Zmarła 8 lutego 1991 w Rzymie, w domu generalnym Córek św. Marii z Leuca. Jej doczesne szczątki spoczywają w kaplicy Domu Generalnego przy via Tiberina 191 w Rzymie.

## Beatyfikacja
29 lipca 2016 rozpoczął się jej proces beatyfikacyjny, zaś 20 kwietnia 2021 po złożeniu tzw. Positio wymagane w dalszej procedurze beatyfikacyjnej, pozytywnie zostało to rozpatrzone przez Kongres Konsultorów Teologicznych oraz 28 września 2021 przez komisje kardynałów i biskupów. 13 października 2021 roku papież Franciszek promulgował dekret o heroiczności cnót Matki Élisy, zaś 23 lutego 2023 dekret o cudzie za jej wstawiennictwem, otwierając drogę do jej beatyfikacji.
Uroczystość wyniesienia jej na ołtarze i ogłoszenie ją błogosławioną nastąpiło 25 czerwca 2023 na placu przed bazyliką Santa Maria w Leuca.
Jej wspomnienie liturgiczne obchodzone jest 8 lutego.